# Chiesa di Sant'Agata la Vetere
La chiesa di Sant'Agata la Vetere fu la prima cattedrale di Catania, dal 380 al 1094, e si trova nella piazza omonima nel quartiere San Biagio della Calcarella o Anfiteatro romano di Catania. Assai antica, è stata più volte distrutta e riedificata a causa di eruzioni e terremoti che hanno colpito la città.

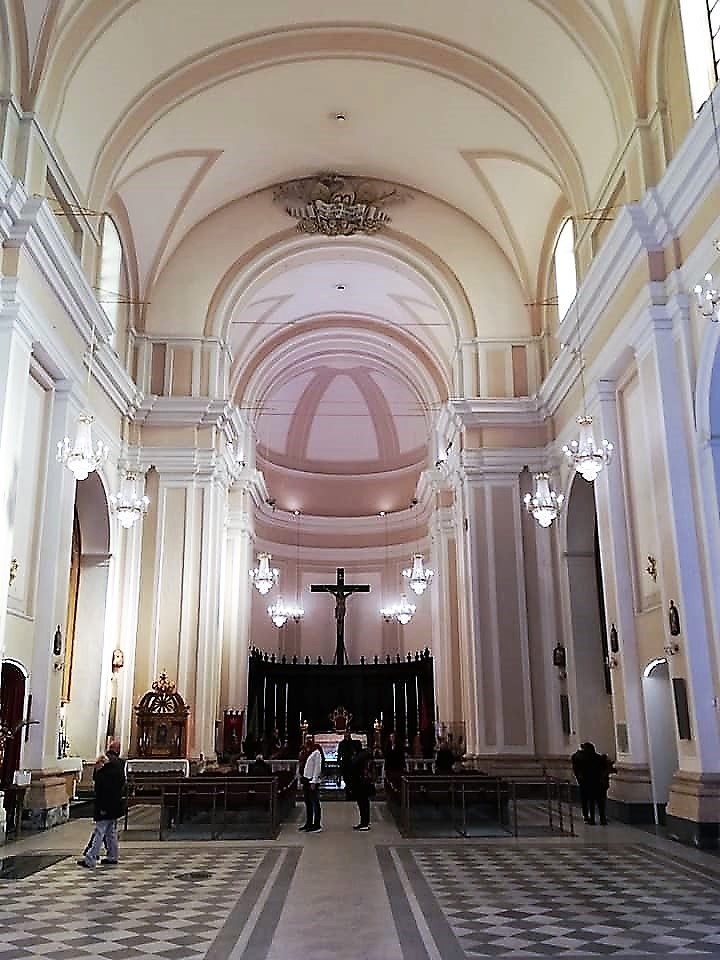
Navata.

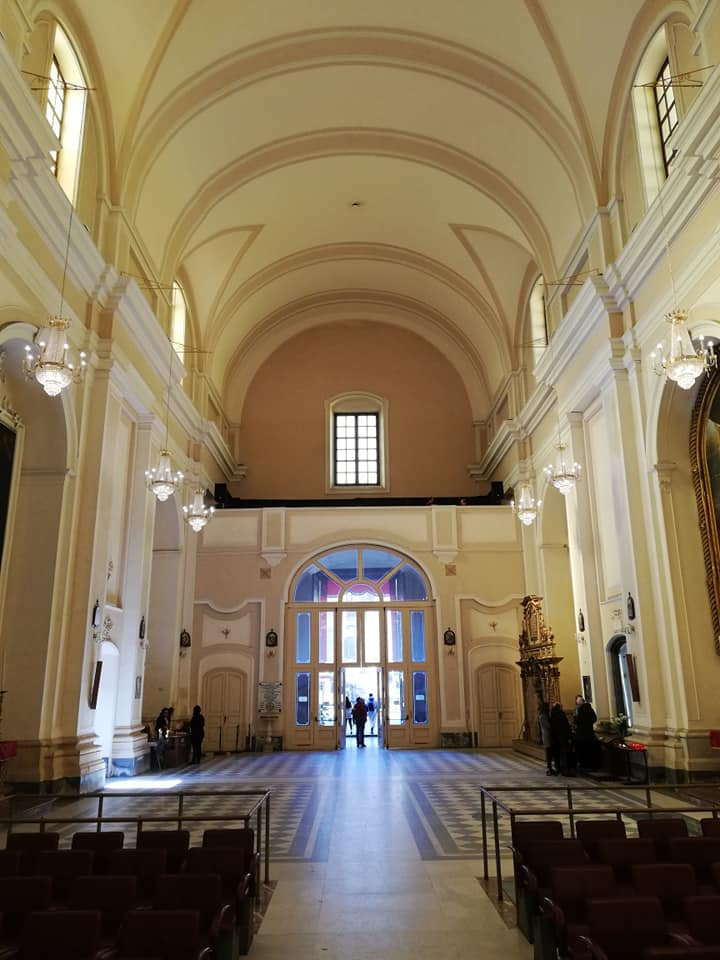
Controfacciata.

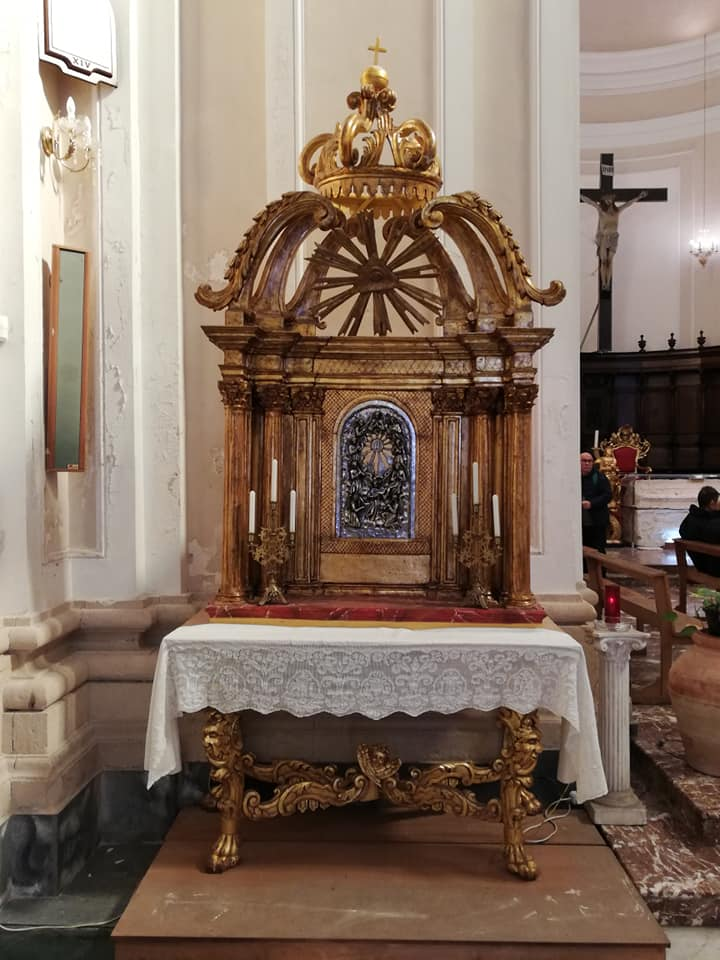
Tronetto.

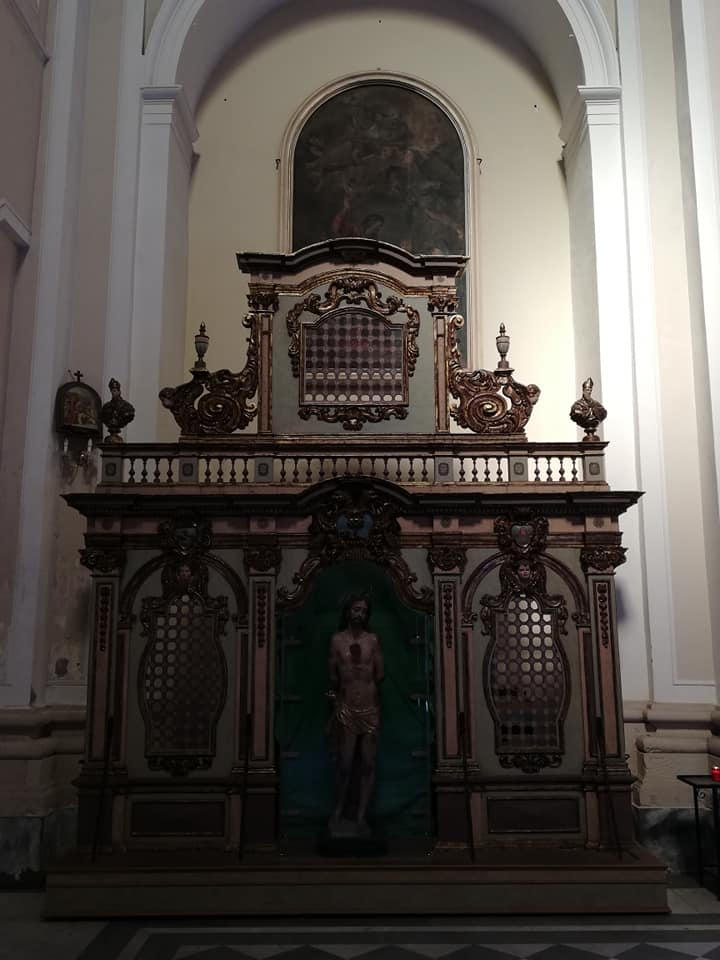
Sipario.

## Storia

### Epoca imperiale
- 264 – È consacrata una piccola edicola dal vescovo catanese Everio occultata tra le rovine dell'ex "pretorio", il palazzo del proconsole romano Quinziano, ovvero presso il carcere, area oggi occupata dall'edificio della chiesa di Sant'Agata al Carcere.
- 313 – Editto di Milano accordo sottoscritto dai due Cesari Augusti dell'impero romano, Costantino per l'Occidente e Licinio per l'Oriente.
- 380 – Col patrocinio di Severino hanno inizio i lavori della primitiva chiesa e sede della cattedra vescovile che vi rimase per 770 anni. Con la proclamazione dell'edificio a chiesa cattedrale avviene il trasferimento delle spoglie o reliquie di Agata già custodite nella chiesa di San Leone.
- 436 – Completamento del Tempio.

### Epoca bizantina
- 536 c. – Belisario libera Catania dai Goti.
- 547 e 555 – Tra i visitatori illustri Papa Vigilio nelle due soste siciliane durante il viaggio verso Costantinopoli.
- 776 c. – Il vescovo Leone detto il "taumaturgo”, ampliò e migliorò la struttura cambiandone l'antica forma.
- 1040-1126 – Giorgio Maniace generale inviato dall'imperatore bizantino Michele IV il Paflagone per la riconquista della Sicilia, che dal 975 era soggetta alla dominazione saracena, sottrae alla città le reliquie di Sant'Agata. Le reliquie furono custodite nella basilica cattedrale di Santa Sofia e per ben ottantasei anni rimasero a Costantinopoli.[1]

### Epoca normanna
- 1094 – La cattedra vescovile è spostata dal vescovo Ansgerio nella nuova cattedrale normanna eretta dal gran conte Ruggero. Da questo momento l'ex cattedrale è chiamata la Vetere ovvero "l'antica".[2]
- 1135 – Pellegrinaggio di Silvestro basiliano.

### Epoca aragonese
- 1355-1375 – Il vescovo Marziale eleva la chiesa a Priorato, la dota di molti beni e la concede in commenda ai Padri benedettini canonici del Duomo.[3][4]
- 1465 – Subentrano i frati Minori Osservanti per opera di San Bernardino da Siena o uno da uno stretto suo discepolo.
- ? – È assegnata ai Padri dell'Ordine dei frati minori riformati di Santa Maria di Gesù.[3]

### Epoca spagnola
- 1605 – La chiesa fu concessa ai Padri Cappuccini dal Capitolo della Cattedrale, che però non la occuparono.
- 1613-1614 – Istanza del vescovo Bonaventura Secusio calatino per la cessione ai Minori Osservanti. Appartenente all'Ordine dei Frati Minori, già Ministro generale, fu a spese proprie costruito l'annesso convento che egli stesso abitò fino alla morte.[5] Il prelato fu tumulato nella cattedrale di Sant'Agata fra le porte della Cappella del Santissimo Crocifisso e della sagrestia.
- 1693 – Il terremoto dell'11 gennaio distrusse il convento e chiesa.
- 1772 – La ricostruzione comportò un aggregato edilizio leggermente più spostato a ponente, di dimensioni più ampie, con un'unica navata, di stile più austero rispetto al primitivo tempio, più affine al sobrio modello dell'ordine francescano cui apparteneva: Padri Minori Osservanti.

### Epoca contemporanea
- 1818 – Col terremoto del 20 febbraio collassa la volta. Il vicino convento è adibito ad ospedale.
- 1933 – costituzione dell'ente morale che gestisce la chiesa
- 1990 – Con l'evento sismico noto come Terremoto di Carlentini, detto anche "di Santa Lucia" perché avvenuto il 13 dicembre, la chiesa è temporaneamente chiusa per restauri ed è stata riaperta al culto solo nel 2003. I lavori di restauro hanno reso l'edificio un tempio agatino, hanno riportato alla luce numerosi reperti riguardanti la Santa e altre scoperte archeologiche.

## Esterno
La chiesa ha una sobria facciata in stile tardo barocco, racchiusa tra paraste di candida pietra calcarea. Al centro, spiccano il massiccio portale con timpano ad arco spezzato e la grande finestra intermedia. Oculi, fanali e targhe marmoree completano il prospetto che si chiude in alto con un cornicione aggettante sormontato da frontone.

## Interno
L'interno costituito da un'unica navata, è molto lineare e semplice.
- Nelle adiacenze dell'ingresso, protetta da una teca, è collocata la cassa in legno che per oltre 500 anni custodì le spoglie di sant'Agata.
- Mausoleo di Mario Musumeci storico, archeologo, architetto del 1854 opera di Antonio Calì. Sulle pareti sono presenti iscrizioni marmoree, una reca inciso il dialogo avvenuto durante l'apparizione di San Pietro apostolo a Sant'Agata.

Recenti scavi archeologici, all'interno e all'esterno della chiesa, hanno riportato alla luce le strutture appartenenti alla precedente chiesa medievale.

### Navata destra
- Prima arcata. 
  - Varco: uscita laterale destra.
- Seconda arcata: Cappella di Sant'Agata. Il dipinto Antonio Pennisi del 1851 raffigurante il Martirio di Agata. L'episodio ritratto fa riferimento al martirio praticato con la recisione delle mammelle, è presente la figura di San Pietro Apostolo e un angelo. Un'iscrizione reca una breve biografia della martire. È presente un piccolo quadro raffigurante Santa Lucia. le due sante martiri quasi coeve sono accomunate dal medesimo destino. La santa siracusana si reca personalmente in questi luoghi del martirio di Agata per impetrare la grazia nei confronti della madre gravemente ammalata. È consuetudine durante i solenni festeggiamenti agatini la collocazione in questo sito di una urna col corpo giacente della santa.
- Terza arcata: Cappella. Dipinto.

### Navata sinistra
- Prima arcata: Dipinto.
  - Nicchia: ambiente contenente reliquie e simulacri.
- Seconda arcata: Cappella della Vergine dei bambini. L'altare presenta un dipinto su tela raffigurante la Madonna della Maternità o Madonna dei bambini, olio su tela del 1898 di Giuseppe Sciuti. Un piccolo quadro raffigurante San Bonaventura da Bagnoregio cardinale, San Ludovico d'Angiò vescovo di Tolosa e la Madonna in alto, dipinto molto simile a quello esistente nella chiesa di San Francesco d'Assisi all'Immacolata nella terza cappella della navata meridionale.
- Terza arcata: Cappella della Vergine degli Angeli. Sulla sopraelevazione è custodito il dipinto di Paolo Ferro Vaccaro del 1851 raffigurante la Madonna degli Angeli.

### Presbiterio
- Primitivo sepolcro di Sant'Agata con iscrizione di Francesco Castro.[3]
  - Il sarcofago inferiore d'epoca romana con rilievi, sulla superficie anteriore sono presenti due grifoni speculari e simmetrici.
    - Il coperchio è d'epoca bizantina con rilievi di carattere religioso.[6]

## Cripta
Negli ambienti sotterranei della chiesa è possibile accedere ad ambienti ipogei anticamente usati dai cristiani per sfuggire alle persecuzioni, le fondamenta della chiesa primaziale, la cripta cimiteriale, la camera mortuaria e due colatoi seicenteschi.

## Convento
L'istituzione transita dai religiosi dell'Ordine benedettino agli Osservanti, per passare ai riformati, cappuccini per riapprodare fra i beni dei religiosi Osservanti seguita da una breve parentesi dei chierici regolari teatini.
Le fabbriche del tempio e del convento sono compresi nel forte denominato della Carcarella della cinta muraria.
Dopo l'emanazione delle leggi eversive e la confisca dei beni da parte dello stato, nel 1869 le strutture furono utilizzate come sede per clinica.